# Jan Jan
A Jan Jan (magyarul: Kedvesem) Inga & Anush örmény duó dala, mellyel Örményországot képviselték a 2009-es Eurovíziós Dalfesztiválon Moszkvában. A dal 2009. február 14-én, az örmény nemzeti döntőben, az Evratesilben megszerzett győzelemmel érdemelte ki a dalversenyen való indulás jogát.

## Eurovíziós Dalfesztivál
2009. február 12-én vált hivatalossá, hogy a duó is résztvevője az Evratesil mezőnyének. A február 14-én rendezett döntőben a nemzeti zsűri és a nézők szavazatai alapján megnyerték a válogatóműsort, így ők képviselhették hazájukat az Eurovíziós Dalfesztiválon.
A dalfesztivál előtt Moszkvában és Amszterdamban eurovíziós rendezvényeken népszerűsítették versenydalukat.
Az Eurovíziós Dalfesztiválon a dalt először a május 12-én rendezett első elődöntőben adták elő, fellépési sorrendben hatodikként, a Svédországot képviselő Malena Ernman La voix című dala után és az Andorrát képviselő Susanne Georgi La teva decisió (Get a Life) című dala előtt. Az elődöntőből ötödik helyezettként sikeresen továbbjutottak a május 16-i döntőbe, ahol fellépési sorrendben kilencedikként léptek fel, a Görögországot képviselő Sakis Rouvas This Is Our Night című dala után és az Oroszországot képviselő Anastasiya Prikhodko Mamo című dala előtt. A szavazás során összesítésben 92 ponttal (Csehországtól maximális pontot kaptak) a verseny tizedik helyezettjei lettek.
A következő örmény induló Eva Rivas Apricot Stone című dala volt a 2010-es Eurovíziós Dalfesztiválon.

### Kapott pontok
Első elődöntő
| 99 | 4 | 12 | 10 | 10 | 5 |  | 1 | 10 | 10 | 8 | 2 | 2 | 8 | 1 |  |  | 1 | 10 | 5 |

Döntő
| Össz | Szavazó országok | Szavazó országok | Szavazó országok | Szavazó országok | Szavazó országok | Szavazó országok | Szavazó országok | Szavazó országok | Szavazó országok | Szavazó országok | Szavazó országok    | Szavazó országok | Szavazó országok | Szavazó országok | Szavazó országok | Szavazó országok | Szavazó országok | Szavazó országok | Szavazó országok | Szavazó országok | Szavazó országok | Szavazó országok   | Szavazó országok | Szavazó országok | Szavazó országok | Szavazó országok | Szavazó országok | Szavazó országok | Szavazó országok | Szavazó országok | Szavazó országok | Szavazó országok | Szavazó országok | Szavazó országok | Szavazó országok | Szavazó országok | Szavazó országok | Szavazó országok | Szavazó országok | Szavazó országok | Szavazó országok | Szavazó országok |
| ---- | ---------------- | ---------------- | ---------------- | ---------------- | ---------------- | ---------------- | ---------------- | ---------------- | ---------------- | ---------------- | ------------------- | ---------------- | ---------------- | ---------------- | ---------------- | ---------------- | ---------------- | ---------------- | ---------------- | ---------------- | ---------------- | ------------------ | ---------------- | ---------------- | ---------------- | ---------------- | ---------------- | ---------------- | ---------------- | ---------------- | ---------------- | ---------------- | ---------------- | ---------------- | ---------------- | ---------------- | ---------------- | ---------------- | ---------------- | ---------------- | ---------------- | ---------------- |
| Össz | Litvánia         | Izrael           | Franciaország    | Svédország       | Horvátország     | Portugália       | Izland           | Görögország      | Oroszország      | Azerbajdzsán     | Bosznia-Hercegovina | Moldova          | Málta            | Észtország       | Dánia            | Németország      | Törökország      | Albánia          | Norvégia         | Ukrajna          | Románia          | Egyesült Királyság | Finnország       | Spanyolország    | Montenegró       | Csehország       | Belgium          |                  | Andorra          | Svájc            | Bulgária         | Macedónia        | Írország         | Lettország       |                  | Lengyelország    | Ciprus           | Szlovákia        | Szlovénia        | Magyarország     | Hollandia        |                  |
| 92   |                  | 8                | 6                | 3                |                  | 4                | 5                |                  | 5                |                  |                     |                  |                  |                  |                  |                  | 6                |                  |                  | 2                | 7                |                    | 1                | 4                |                  | 12               | 7                | 1                |                  |                  | 6                | 1                |                  |                  |                  | 2                | 4                | 3                |                  |                  | 5                |                  |

## Külső hivatkozások
- A dal videóklipje. YouTube-videó, Eurovision Song Contest, 2009. március 21.
- A dal előadása a döntőben. YouTube-videó, Eurovision Song Contest, 2009. május 16.